# Окремі Будинки Госпіталя Інвалідів Вітчизняної Війни
Окремі Будинки Госпіталя Інвалідів Вітчизняної Війни (рос. Отдельные Дома Госпиталя Инвалидов Отечественной Войны) — населений пункт в Калінінському районі Тверської області Російської Федерації.
Населення становить 115 осіб. Входить до складу муніципального утворення Черногубовське сільське поселення.

## Історія
Від 2005 року входить до складу муніципального утворення Черногубовське сільське поселення.

## Населення
| 2010 |
| ---- |
| 115  |